# Naturpark Lastovo
Der Naturpark Lastovo ist ein seit 2006 geschütztes Gebiet in der südlichen Adria in Südkroatien (Gespanschaft Dubrovnik-Neretva). Der Naturpark umfasst die Insel Lastovo und den umliegenden Archipel. Insgesamt werden durch den Naturpark 44 Inseln, Eilande und Felsen umfasst. Zu den größten Inseln zählen Lastovo und Sušac.
Die Fläche des Naturparks beträgt 195,83 km². Von dieser Fläche entfallen 52,71 km² auf Inselgebiet und 143,12 km² auf Meeresgebiet.

## Charakteristika
Das Gebiet des Naturparks Lastovo gehört zu den besterhaltenen Gebieten am Adriatischen Meer. Es stellt ein ausgedehntes Naturgebiet auf den Inseln und dem umliegenden Meeresgebiet dar, das teilweise kultiviert wurde. Es zeichnet sich durch seinen außerordentlichen ökologischen Wert aus, der von nationaler und internationaler Bedeutung ist. Das Naturschutzgebiet zeichnet sich ebenfalls durch seinen landschaftlichen, edukativen, kulturhistorischen und touristisch-rekreativen Wert aus. Das Schutzgebiet wurde errichtet, um das geographische und kulturelle Erbe, sowie die biologische und landschaftliche Vielfalt zu schützen, was auch das mit eingeschlossene (unterseeische) Meeresgebiet betrifft.

## Tierwelt
Zu den Besonderheiten des Lastovo-Archipels zählt die Tatsache, dass auf den Inseln keine giftigen oder für den Menschen gefährlichen Tierarten vorkommen. Giftige Spinnen, wie etwa die Schwarze Witwe die vereinzelt an felsigen Küstenabschnitten anzutreffen ist, sind auf den Inseln nicht anzufinden. Im Naturpark gibt es außerdem keine Giftschlangen. Lediglich für den Menschen ungefährliche Ringelnattern sind im Naturparkgebiet anzutreffen.